# Drokilo
Drokilo is een bestuurslaag in het regentschap Bojonegoro van de provincie Oost-Java, Indonesië. Drokilo telt 3098 inwoners (volkstelling 2010).